# Caesalpinia pulcherrima
Caesalpinia pulcherrima és una espècie de planta del gènere botànic Caesalpinia. És la més popular d'aquest gènere i és endèmica dels tròpics d'Amèrica.

## Etimologia
Caesalpinia, en honor d'Andrea Caesalpini (1524-1603), botànic, filòsof italià; pulcherrimapp, llatí pulcherrimus-a-um, bell, per les seves cridaneres flors.
És un arbust o petit arbre de 3 m d'altura. Les fulles són bipinnades, 2-4 dm de llarg, amb 3-10 parells de pinnes, amb 6-10 parells de folíols de 15-25 mm de long. i 10-15 mm d'ample. Flors en raïms de 2 dm de llarg, cada flor amb 5 pètals grocs, toranjats o vermells. Fruit llegum de 6-12 cm de llarg.
És una cridanera planta ornamental, molt conreada en jardins tropicals. És la "Flor Nacional" de l'illa caribenya de Barbados.
En l'Índia la hi troba en els boscos tropicals plujosos. Amb la seva bella inflorescència groga, vermella i atoranjada, la hi crida "Ratnagundhi" coloquialment.

## Ús medicinal
Els xamans de l'Amazones ho han usat tradicionalment; coneguda com a ayoowiri. El suc de les seves fulles guareix la febre, el suc de la flor mitiga dolors, i les llavors són emprades per a tractar tos dolents, dificultats respiratòries, i dolor de pit. 4 g de l'arrel indueix avortament en el primer trimestre d'embaràs.